# Anita Nilsson (författare)
Anita Nilsson, född 1944 i Piteå, är en svensk författare. 
Hon debuterade med Istället för rapport (1985), följd av En kick i lamellerna (1988). 1991 sa hon upp sig från sin universitetsanställning för att satsa på skrivandet på heltid. 1992 utkom En bit i taget och år 1993 barn- och ungdomsromanen Så kan det gå!, vilken inkluderade bilder gjorda av Andréa Räder.
1995 utkom Löjtnant Hallquists dagbok från en hjälpinsats med de vita bussarna i krigets Europa 1945, ett återberättadne av hjälpinsatser gjorda under Andra världskriget. Boken skrevs tillsammans med Gösta Hallquist, vars erfarenheter boken också utgår ifrån.
Året efter medverkade Nilsson i antologin Kvinnor runt Östersjön, tillsammans med författare som Selma Lagerlöf, Birgitta Trotzig och Fredrika Bremer. Två år senare, 1998, utkom romanen Efteråt. Efter nästan ett decenniums tystnad utkom All denna pussbrist (2007), följd av Helt oväntat (2009) och Glada dagar (2011).

## Priser och utmärkelser
- 1985 – Rörlingstipendiet
- Luleå kommuns litteraturstipendium
- Ragnar Lassinanttis kulturpris

### Fotnoter
1. ↑  ”Anita Nilsson”. Ord & visor förlag. Arkiverad från originalet den 20 augusti 2010. https://web.archive.org/web/20100820221207/http://www.ordvisor.com/shopping/product_details.php?id=2&product_id=453. Läst 12 juni 2012.
2. 1 2 3 4  ”Anita Nilsson”. Libris.kb.se. http://libris.kb.se/hitlist?q=WFRF%3A%28Nilsson+Anita+1944+.%29&r=&f=&t=v&s=c&g=&m=25. Läst 12 juni 2012.